# Irmgart Wessel-Zumloh
Irmgart Wessel-Zumloh (* 3. August 1907 in Grevenbrück, heute Lennestadt; † 30. Mai 1980 in Iserlohn; gebürtig Irmgart Zumloh) war eine deutsche Malerin und Grafikerin.

## Leben
Nach dem Abitur begann sie 1927 ein Jura-Studium. Dieses brach sie aber ab, um an der staatlichen Kunstakademie Königsberg bei Fritz Burmann Kunst zu studieren, später an der Staatlichen Kunstschule in Berlin bei Georg Tappert. 1932 legte Irmgart Zumloh ihr Staatsexamen für das Künstlerische Lehramt an Höheren Schulen ab. Sie heiratete 1934 den Maler Wilhelm Wessel und lebte in Hemer, Recklinghausen und Iserlohn.
Nach einer Ausstellung 1933 im Städtischen Gustav-Lübcke-Museum in Hamm erwarb als erste öffentliche Institution das Wallraf-Richartz-Museum in Köln 1934 Graphiken von Irmgart Wessel-Zumloh. 1937 wurden in der Nazi-Aktion „Entartete Kunst“ ihre Druckgrafiken Der Schlosser, Der Schreiner und Heuernte aus der Deutschen Graphikschau in Görlitz beschlagnahmt und vernichtet.
Ein mehrwöchiger Studienaufenthalt in Rom wurde zum künstlerischen Schlüsselerlebnis. Durch die Begegnung mit der italienischen Malerei wendete sie sich der Ölmalerei zu, nachdem sie bisher überwiegend zeichnerisch und graphisch gearbeitet hatte.

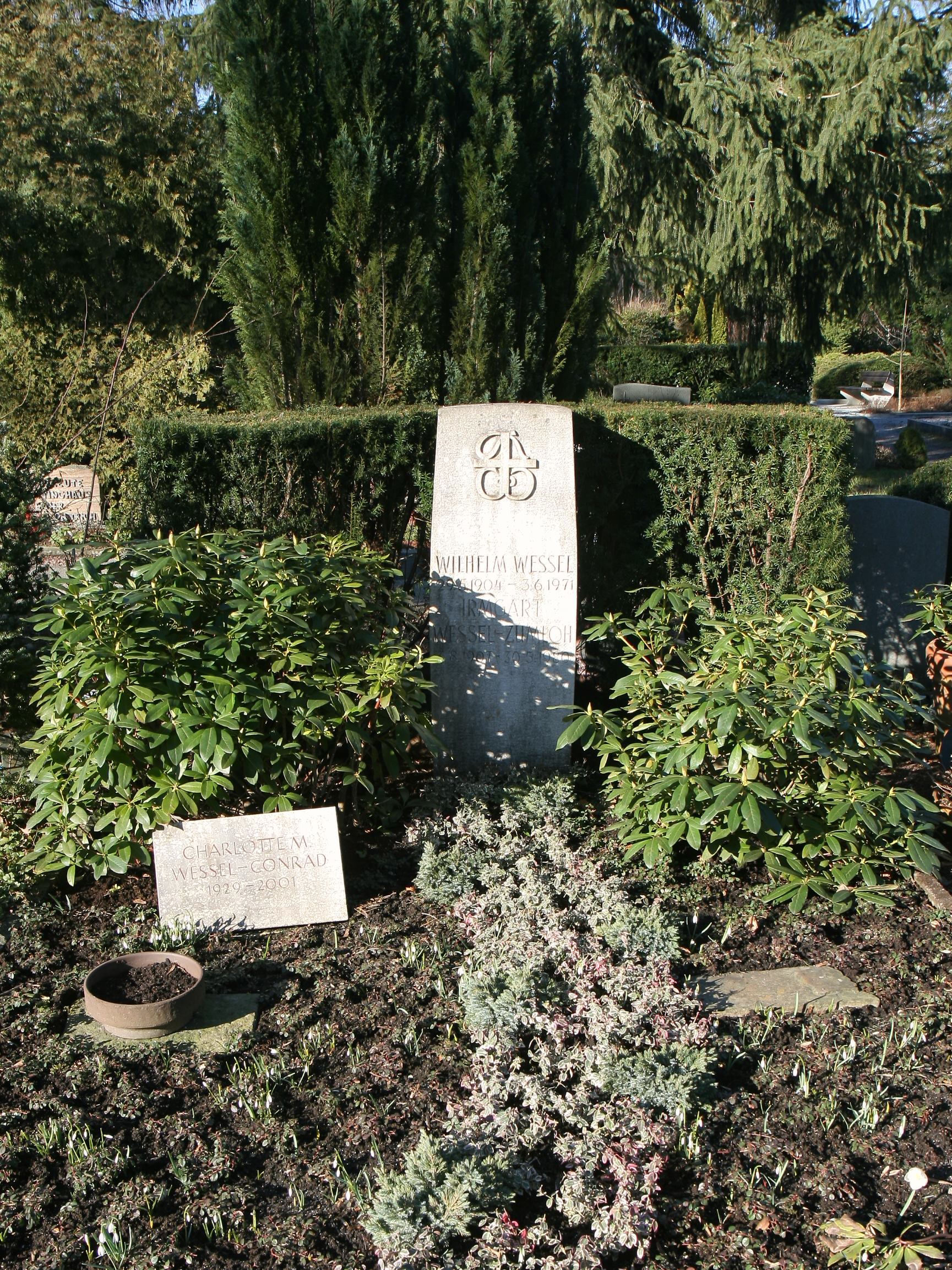
Grabstätte der Eheleute Wessel auf dem Iserlohner Hauptfriedhof

1946 war das Ehepaar Wessel Mitbegründer des Westdeutschen Künstlerbundes, Wilhelm Wessel von 1952 bis 1957 dessen Vorsitzender. Zahlreiche Einzel- und Gruppenausstellungen folgen. 1950 reisen Wessels zur XXV. Biennale nach Venedig und erlebten dort den spektakulären Auftritt von Jackson Pollock. 1957 wurde Irmgart Wessel-Zumloh Mitglied im Deutschen Künstlerbund, von 1961 bis 1967 war sie dort im Vorstand. In dem von Wolfgang Rothe in Heidelberg 1962 herausgegebenen Band Wegzeichen im Unbekannten – Neunzehn deutsche Maler zu Fragen der zeitgenössischen Kunst war Irmgart Wessel-Zumloh als einzige Frau vertreten, daneben u. a. Peter Brüning, Rolf Cavael, Gerhard Hoehme, Hans Platschek, Bernard Schultze, Fred Thieler und Emil Schumacher.
John Anthony Thwaites, einer der maßgeblichen Kunstkritiker der 1950er und 1960er Jahre, beschrieb Irmgart Wessel-Zumloh als eine der führenden deutschen Künstlerinnen der Zeit.

## Ausstellungen
- Städtisches Gustav-Lübcke-Museum, Hamm 1933 + 1958
- Stedelijk Museum, Amsterdam 1954 (Gemeinschaftsausstellung)
- X. Premio Lissone, Italien 1957 (Gemeinschaftsausstellung)
- Blauer Saal, Soest 1957
- Osthaus Museum, Hagen 1958 + 1961
- Galerie Parnass, Wuppertal 1960
- Museum Ostwall, Dortmund 1967
- Städtisches Suermondt Museum, Aachen 1971
- Westfälisches Landesmuseum für Kunst und Kulturgeschichte, Münster 1966 + 1999
- Märkisches Museum, Witten 1957 + 1971
- Von der Heydt-Museum, Wuppertal 1970
- Wilhelm-Morgner-Haus, Soest 1975 + 1985
- Galerie Schübbe, Düsseldorf 1981
- Villa Wessel in Iserlohn, Ausstellungen 1991, 1992, 1995, 1996, 1997, 1998, 2007, 2014 und 2017
- Kunstsammlung Gera, 2000
- Museum Schloss Cappenberg, Selm, „Zwischen gedecktem Tisch und Farbe“, 2023

Weitere internationale Ausstellungen in Salzburg, Madrid, Paris, Barcelona, Lille, Brügge, Buenos Aires, Montevideo, Venedig sowie in den USA und Neuseeland. Zwischen 1953 und 1980 nahm Irmgart Wessel-Zumloh an insgesamt 25 Jahresausstellungen des Deutschen Künstlerbundes teil. Dazu zahlreiche Beteiligungen an den Ausstellungen des Westdeutschen Künstlerbundes seit 1950, der Vereinigung Ruhr-Lenne, des Kunstvereins Hannover und der Darmstädter Sezession.

## Auszeichnungen
- 1952 Karl Ernst Osthaus-Preis der Stadt Hagen
- 1953 Industriepreis der Stadt Iserlohn
- 1957 Wilhelm-Morgner-Preis der Stadt Soest
- 1966 Konrad-von-Soest-Preis des Landesverbandes Westfalen-Lippe (als erste Frau)

## Zitate
„Die Gläser, Flaschen und Kannen dieser Stilleben schäumen über von den Essenzen einer Vollblut-Malerei, einer Malerei, die von Vitalität und von Wissen um die Malerei tief gesättigt ist.“

„Beim Wort Stilleben stocke ich. Das, was ich heute und morgen malen werde, ist nicht mehr nature morte, sondern espace dynamique. Dynamik und Raum identifizieren sich.“

„Denn das Malen, das Ermalen von Bildgründen und Dingen, das Übermalen, Verwischen, Auskratzen und Überfangen von Farben mit Pinseln, Händen, Spachteln und Lappen, das ist meine Aktion.“

„Irmgart Wessel-Zumlohs Werk zeichnet sich durch eine ausgeprägte Eigenart aus; es befand sich, trotz Berührung mit unterschiedlichen Kunstströmungen, zeitlebens jenseits der Stile, abseits des mainstream. Die Kunstgeschichte hat sich angewöhnt, die fünfziger Jahre im wesentlichen als Zeit des Kampfes zwischen Abstraktion und Figuration zu etikettieren. Eine Malerin, die weder in die eine noch in die andere Schublade passt, die in aller Stille, in einer vielleicht altmodisch anmutenden Weise, peinture kultiviert und die Poesie und Schönheit der alltäglichen Dinge beschwört, gerät da leicht aus dem Blickfeld.“

## Nachlass
Zahlreiche Werke von Irmgart Wessel-Zumloh befinden sich in öffentlichem Besitz sowie in privaten Sammlungen.
In Iserlohn gibt es in der Villa Wessel den Kunstverein „Wilhelm Wessel / Irmgart Wessel-Zumloh e. V.“. Der Verein hat sich zur Aufgabe gemacht, den künstlerischen Nachlass des Ehepaares Wessel aufzuarbeiten und zu pflegen. Es werden zusätzlich Ausstellungen von der Klassischen Moderne bis hin zu wichtigen zeitgenössischen Tendenzen gezeigt, mit dem Schwerpunkt der frühen Nachkriegskunst und damit dem künstlerischen Umfeld der Wessels.